# مارثا مودي
مارثا مودي (بالإنجليزية: Martha Moody)‏ (8 أغسطس 1955، أوهايو في الولايات المتحدة)؛ روائية أمريكية. درست في كلية أوبرلين.